# Borough de Bristol Bay
Le borough de Bristol Bay (anglais : Bristol Bay Borough) est un borough de l'État d'Alaska aux États-Unis, situé au nord-ouest de la péninsule d'Alaska.

## Villes et lieux
- Naknek, siège du Borough
- Lac Naknek
- Rivière Naknek

## Démographie
| 1970  | 1980  | 1990  | 2000  | 2010 | - |
| ----- | ----- | ----- | ----- | ---- | - |
| 1 147 | 1 094 | 1 410 | 1 258 | 997  | - |